# Eucyclops prionophorus
Eucyclops prionophorus är en kräftdjursart som beskrevs av Andreas Kiefer 1931. Eucyclops prionophorus ingår i släktet Eucyclops och familjen Cyclopidae. Inga underarter finns listade i Catalogue of Life.